# Gymkhana (équitation)
Pour les articles homonymes, voir Gymkhana.
Le gymkhana est une discipline d'équitation Western, très répandue en Amérique du Nord, dans laquelle l'agilité et la rapidité du cheval sont mises à l'épreuve. En fait, le gymkhana comporte plusieurs épreuves chronométrées qui doivent être exécutées selon un patron précis. 
Il est divisé en deux types de jeux : les jeux de centre et les jeux de tour.
Les jeux de centre contiennent notamment la course de barils, le slalom, l'aller-retour, le drapeau et le trou de serrure. On retrouve dans les jeux de tour la course de sauvetage, le relais, le tour de ring, le poney-express et l'échange de cavalier. 
Le Quarter Horse, reconnu pour la vitesse de ses déplacements et pour ses accélérations foudroyantes, est particulièrement apprécié dans ce type de discipline. 

## Histoire

### Étymologie
(mai 2023).

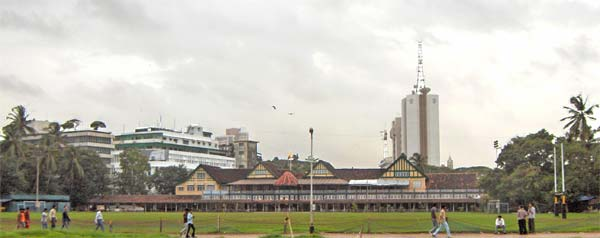
Bombay Gymkhana ou Bombay Gym

Le premier élement de Gymkhana vient de  gend signifiant ball (en anglais) dans la Hindi/Hindustani/Khariboli. Cet élément est distinct du mot anglais gym, abréviation de gymnasium et  gymnastics dont les racines sont grecques et latines. Le second element, khānā est un mot d'origine perse,  signifiant maison ou compartiment. En perse, (خانه) est un mot pour signifier dwelling, house. La langue de la cour de l'empire Moghol était le Perse.

### Histoire moderne
En 1885, le Gymkhana est encore considéré comme récent en Inde et n'est pas encore importé dans la ville de Paris.

## Jeux de centre
- La course de barils : elle est sans aucun doute la plus répandue et la plus connue des épreuves. En fait, elle représente la base des autres jeux. Trois barils sont disposés en triangle et le couple cheval-cavalier doit effectuer un parcours en forme de trèfle. Le cavalier peut choisir de commencer le parcours par la droite ou la gauche, tout dépendant de l’habileté de son cheval (la plupart des chevaux sont gauchers, les parcours commencés par la droite sont donc beaucoup plus fréquents). Une pénalité de cinq secondes est imposée si le concurrent renverse un baril.

- Le slalom : la course de slalom est sans contredit la plus technique des épreuves de gymkhana. Sa grosse difficulté repose sur le fait que le cheval doit effectuer un changement de pied à la volée à chaque borne. Cette course consiste à zigzaguer le plus rapidement possible entre six bornes de 1,8 mètre disposées en ligne droite à 6,4 mètres les unes des autres. Le parcours débute par une course vers l'extrémité de la rangée de bornes, puis d'un premier passage en slalom, immédiatement suivi par un retour encore en slalom puis d'un retour à la course pour croiser la ligne d'arrivée, qui est en fait la même que celle de départ. Une borne renversée entraîne une disqualification automatique.

- L'aller-retour : cette course est très simple et probablement la plus rapide des épreuves. Le couple cavalier-cheval doit courir jusqu'à l'extrémité, contourner un baril et revenir le plus rapidement possible. Cependant, ils doivent s'assurer de passer entre le baril et les bornes situées de chaque côté, autrement c'est une disqualification immédiate.

- Le drapeau : cette course suit souvent un circuit similaire à la course de barils. Le cavalier doit prendre le drapeau dans le premier baril, contourner le deuxième baril et remettre le drapeau dans le premier baril. Le concurrent qui renverse le baril, qui n'attrape pas le drapeau ou qui omet de le replacer dans le premier baril se voit disqualifié.

- Le trou de serrure : Cette épreuve tend à disparaître, elle est peu fréquente dans les compétitions au Québec. Le concurrent, après avoir traversé la ligne de départ, doit pénétrer dans le corridor (4 bornes), faire un pivot à l'extérieur du corridor, traverser de nouveau le corridor pour franchir par la suite la ligne d'arrivée.

## Jeux de tour
Tout d'abord, dans les jeux de tour, quatre bornes sont situées à quatre endroits stratégiques dans le manège. Le cavalier et son cheval doivent en tout temps les contourner sans les renverser. À noter que ces disciplines sont exclusivement au Québec, au Nouveau-Brunswick et au nord-est de l'Ontario. Elles sont souvent considérées comme les disciplines les plus spectaculaires du Gymkhana et très souvent intégrées dans un programme de rodéo.
- La course de sauvetage : le concurrent contourne la première et la seconde borne et entre la deuxième et la troisième borne, un sauteur doit embarquer sur le cheval au galop. Le passager doit quitter le sol avant de quitter la zone de repêchage et avoir une jambe de chaque côté du cheval avant de traverser la ligne d'arrivée

- L'échange de cavaliers : un premier cavalier contourne la première et la deuxième borne. Entre la deuxième et la troisième borne (zone d'échange), il doit débarquer du cheval et laisser le sauteur prendre place sur la selle.

- La course à relais : Le premier cavalier doit contourner les quatre bornes tandis que le second attend au milieu du manège. L'échange du témoin doit s'effectuer dans l'endroit prévu à cette fin. Après l'échange du témoin, le deuxième concurrent doit à son tour contourner les quatre bornes. Le deuxième concurrent peut toucher le témoin avant la zone d'échange à condition que le premier concurrent garde le contact sur le témoin jusque dans la zone d'échange.

- Le tour de ring : le cavalier et son cheval doivent contourner le plus rapidement possible les quatre bornes.

- Le poney-express : le concurrent doit faire un tour complet sur son premier cheval, mettre pied à terre dans la zone d'échange et il doit quitter complètement le sol avant de sortir de la zone d'échange ; il fait un autre tour complet sur son deuxième cheval et traverse la ligne d'arrivée avec une jambe de chaque côté de sa monture.